# Arnold Sommernat
Arnold Sommernat, auch Arnoldus van Bremen (* um 1410 in Bremen; † nach 1466) war ein deutscher Rechtswissenschaftler und Syndicus der Hansestadt Lübeck.

## Leben
Arnold Sommernat stammte aus Bremen. Er immatrikulierte sich 1432 an der Universität Erfurt und war promovierter Doktor der Rechte. Als Nachfolger von Dietrich Zukow war er von 1443 bis 1456 Syndicus des Lübecker Rates. Er verfasste um 1452 eine Chronik, die „ein Menschenalter später dem Chronicon Sclavicum einverleibt wurde.“ Sein Nachfolger als Syndicus in Lübeck wurde Simon Batz, während Sommernat wieder nach Erfurt ging. Er wurde Hochschullehrer in Erfurt und bekleidete dort das Amt des Dekans der Juristischen Fakultät und war auch Rektor der Universität. 1461/1462 war er Senatssyndicus in Hamburg. 1463–1466 war Sommernat Dekan des Schweriner Domkapitels und starb als Lübecker Domherr wohl in Lübeck.